# نادي ديلفين
نادي ديلفين الرياضي هو نادي كرة قدم مقره في مانتا، الإكوادور. تأسس النادي في 1 مارس 1989. يلعب النادي حاليًا في دوري الدرجة الأولى الإكوادوري، وهو أعلى مستوى لكرة القدم الإكوادورية.
منذ عام 1989، يلعب النادي مبارياته على أرضية ملعب جوكاي الواقع في مدينة مانتا الساحلية، الإكوادور.

## الإنجازات
دوري الدرجة الأولى
- البطل (1): 2019[2]
- الوصيف (1): 2017

دوري الدرجة الثانية
- البطل (2): 1989، 2015
- الوصيف (2): 1997، 2000

كأس الإكوادور
- الوصيف (1): 2019

## وصلات خارجية
- الموقع الرسمي (باللغة الإسبانية)

- Delfín SC